# Englerophytum longipedicellatum
Englerophytum longipedicellatum är en tvåhjärtbladig växtart som först beskrevs av De Wild., och fick sitt nu gällande namn av Ined. Englerophytum longipedicellatum ingår i släktet Englerophytum och familjen Sapotaceae. Inga underarter finns listade i Catalogue of Life.